# Gmina Billund (1970–2006)
Gmina Billund (duń. Billund Kommune) – w latach 1970–2006 jedna z gmin w Danii w okręgu Ribe Amt. Siedzibą jej władz było miasto Billund.
Dawna gmina Billund została utworzona 1 kwietnia 1970 na mocy ówczesnej reformy administracyjnej kraju. W 2007 r., po kolejnej reformie administracyjnej weszła w skład nowej gminy Billund.

## Dane liczbowe
- Liczba ludności: (♀ 4389 + ♂ 4308) = 8697
  - wiek 0-6: 9,1%
  - wiek 7-16: 15,3%
  - wiek 17-66: 65,2%
  - wiek 67+: 10,4%
- Bezrobocie: 3,0% osób w wieku 17-66 lat
- Cudzoziemcy z UE, Skandynawii i USA: 144 na 10 000 osób
- Cudzoziemcy z krajów Trzeciego Świata: 166 na 10 000 osób
- Liczba szkół podstawowych: 3 (liczba klas: 63)